# Contea di Yongfu
La contea di Yongfu (永福县S, Yǒngfú XiànP) è una contea della Cina, situata nella regione autonoma di Guangxi e amministrata dalla prefettura di Guilin.